# Glyptopimpla babai
Glyptopimpla babai är en stekelart som först beskrevs av Setsuya Momoi 1978.  Glyptopimpla babai ingår i släktet Glyptopimpla och familjen brokparasitsteklar. Inga underarter finns listade i Catalogue of Life.